# Idaea parvipunctata
Idaea parvipunctata là một loài bướm đêm trong họ Geometridae.